# Arcueil
Pour les articles homonymes, voir Arcueil (rivière).
Arcueil (prononcé /aʁ.kœj/) est une commune française située dans le département du Val-de-Marne en région Île-de-France, faisant partie de la métropole du Grand Paris et du Forum métropolitain du Grand Paris.
Cette commune urbanisée à plus de 90 % disposait en 2010 de 45 % de logements sociaux, de quelques espaces verts, et se situe en grande partie dans la vallée de la Bièvre. Son urbanisation date de plusieurs époques successives, ce qui se traduit par une juxtaposition de bâtiments de divers styles (brique, maison de maître, immeuble en béton), de bâti neuf et ancien, de friches industrielles et de bâtiments à l'abandon actuellement.

## Géographie

### Localisation

Localisation de la commune d'Arcueil en rouge sur la carte de la « Petite Couronne » d'Île-de-France.

La commune est située à 2 km au sud de Paris (porte d'Orléans). Elle est traversée par la Bièvre, recouvrant les versants de sa vallée entre les plateaux de Longboyau et de Montrouge, entre l'A6 à l'est et l'ex-RN 20 à l'ouest qui la sépare des Hauts-de-Seine.
Sa superficie est de 233 hectares dont 20 hectares d'espaces verts.

### Communes limitrophes
| Montrouge | Gentilly | Le Kremlin-Bicêtre |
|           | Arcueil  |                    |
| Bagneux   | Cachan   | Villejuif          |

### Hydrographie
Arcueil est traversée par la Bièvre, couverte sur une grande partie du territoire. La Bièvre est canalisée en 1913 puis recouverte, au début des années 1950, en aval de la rue de l'Ardenay jusqu'à son entrée à Gentilly. Son cours situé entre l'avenue Raspail et la rue de la Division-Leclerc est matérialisé par un dallage visible du pont de l'avenue Paul-Doumer. Le dallage se poursuit en contrebas de la rue de la Division du Général Leclerc. Toutefois la réouverture partielle à la surface sur un tronçon de 600 mètres est réalisée en 2022 à Arcueil ainsi que dans la commune voisine de Gentilly,.
À partir de la limite avec la commune de Cachan, son cours correspond à celui de la rue de la Convention ouverte en 1900 sur la rivière ainsi couverte de l'aqueduc à la rue de l'Ardenay.
Après le pont de l'autoroute A6a, la Bièvre parcourait des prairies à l'emplacement du parc du Coteau où était situé le moulin à eau de la Roche détruit en 1959. Il existait également un moulin à vent.

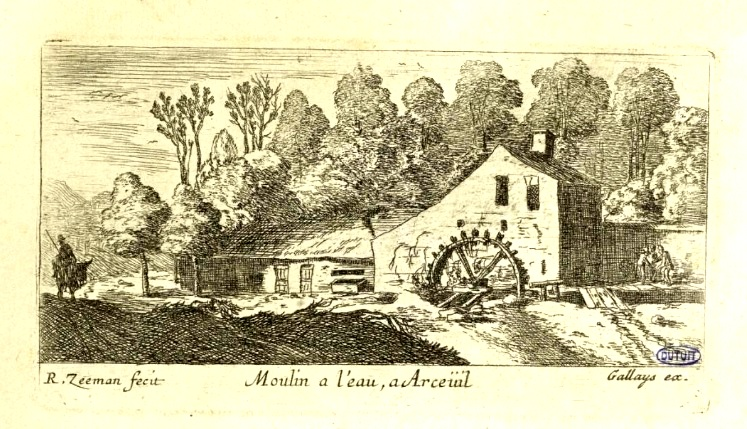
Moulin de la Roche.
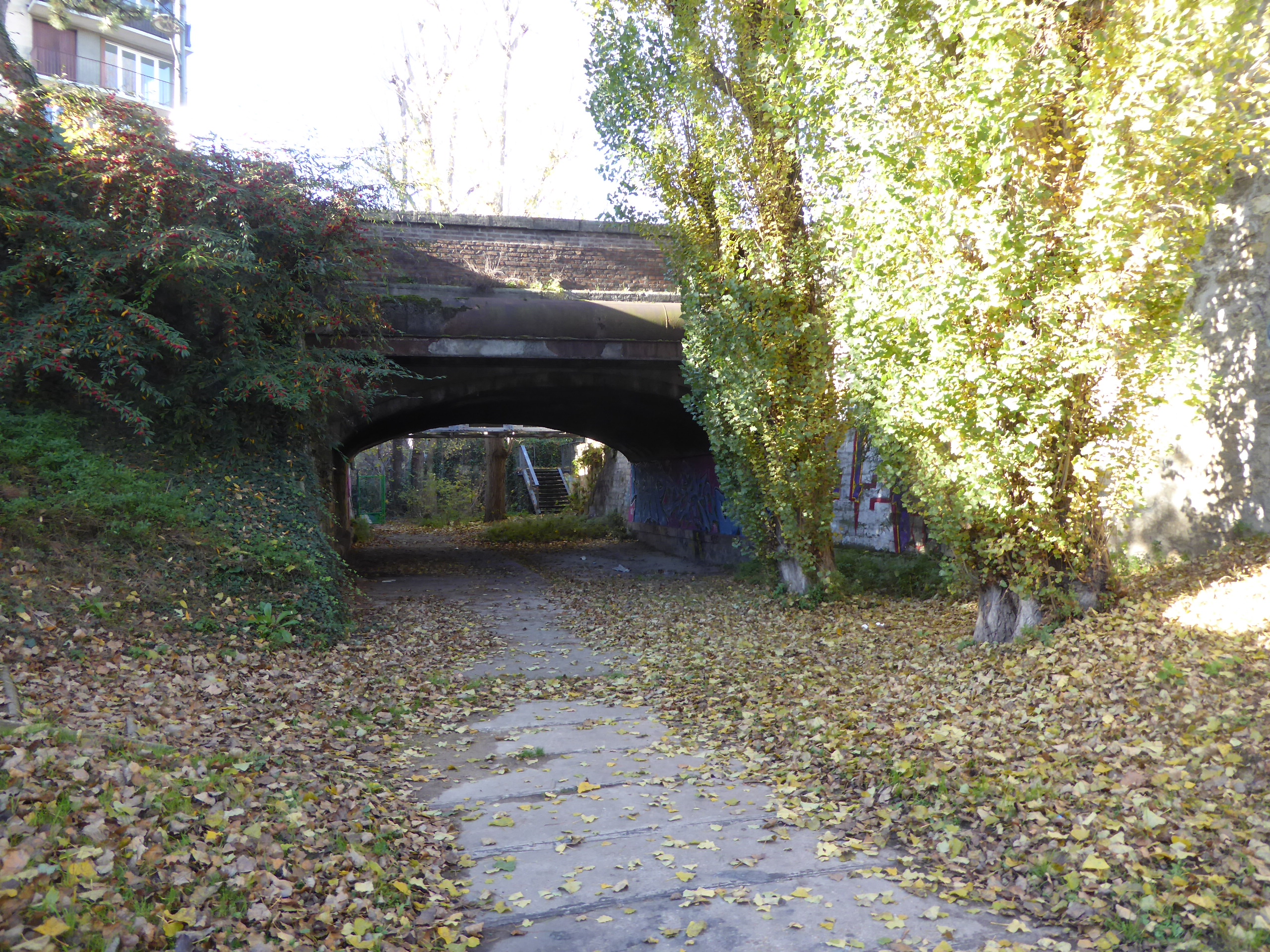
Lit de la Bièvre recouverte sous le pont de l'avenue Paul Doumer (en 2017, avant les travaux de remise à surface).
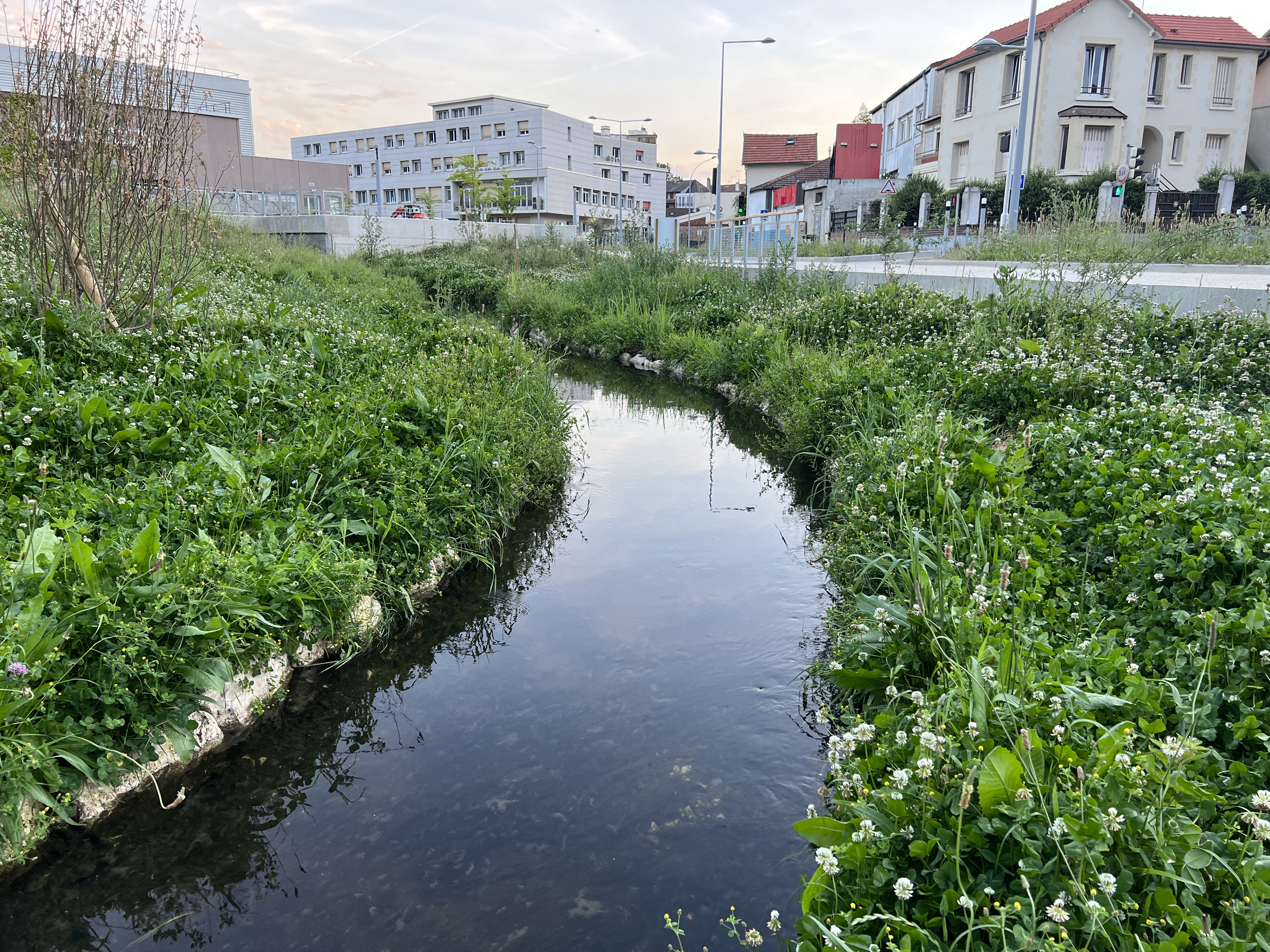
La Bièvre de nouveau découverte en 2022.
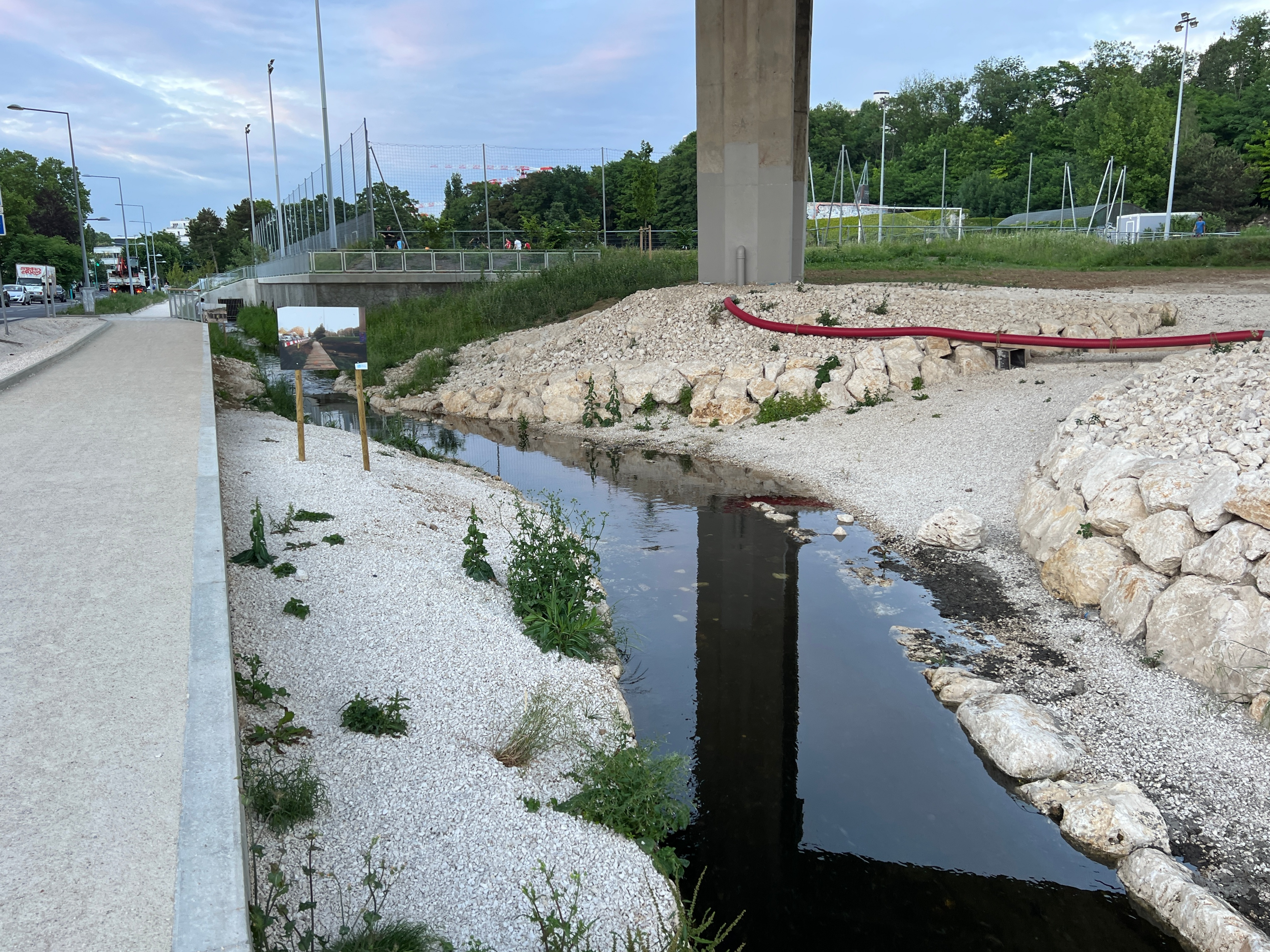
La Bièvre découverte sous l'autoroute A6a.

### Climat
Pour des articles plus généraux, voir Climat de l'Île-de-France et Climat du Val-de-Marne.
En 2010, le climat de la commune est de type climat océanique dégradé des plaines du Centre et du Nord, selon une étude du CNRS s'appuyant sur une série de données couvrant la période 1971-2000. En 2020, Météo-France publie une typologie des climats de la France métropolitaine dans laquelle la commune est exposée à un climat océanique altéré et est dans la région climatique Sud-ouest du bassin Parisien, caractérisée par une faible pluviométrie, notamment au printemps (120 à 150 mm) et un hiver froid (3,5 °C).
Pour la période 1971-2000, la température annuelle moyenne est de 12 °C, avec une amplitude thermique annuelle de 15,4 °C. Le cumul annuel moyen de précipitations est de 644 mm, avec 10,8 jours de précipitations en janvier et 7,9 jours en juillet. Pour la période 1991-2020, la température moyenne annuelle observée sur la station météorologique située sur la commune de Paris au jardin du Luxembourg à 5 km à vol d'oiseau, est de 13,3 °C et le cumul annuel moyen de précipitations est de 667,4 mm,. Pour l'avenir, les paramètres climatiques de la commune estimés pour 2050 selon différents scénarios d'émission de gaz à effet de serre sont consultables sur un site dédié publié par Météo-France en novembre 2022.

## Urbanisme

### Typologie
Au 1er janvier 2024, Arcueil est catégorisée grand centre urbain, selon la nouvelle grille communale de densité à sept niveaux définie par l'Insee en 2022.
Elle appartient à l'unité urbaine de Paris, une agglomération inter-départementale regroupant 407  communes, dont elle est une commune de la banlieue,,. Par ailleurs la commune fait partie de l'aire d'attraction de Paris, dont elle est une commune du pôle principal,. Cette aire regroupe 1 929 communes,.

### Quartiers
La ville d'Arcueil est divisée en différents quartiers ayant chacun leur conseil de quartier.
- Le quartier Henri-Barbusse.
- Le quartier Jean-Macé et la Cité-jardins.
- Le quartier Joliot-Curie.
- Le quartier Jules-Ferry.
- Le quartier Laplace.
- Le quartier du plateau Kergomard.

### Habitat
| Logements                                        | Nombre en 2020 | % en 2020 | nombre en 2011 | % en 2011 |
| ------------------------------------------------ | -------------- | --------- | -------------- | --------- |
| Total                                            | 11 030         | 100 %     | 9 570          | 100 %     |
| Résidences principales                           | 10 143         | 92%       | 8 968          | 93,7 %    |
| → Dont HLM                                       | 3 939          | 38,8 %    | 4 112          | 45,8 %    |
| Résidences secondaires et logements occasionnels | 190            | 1,7 %     | 55             | 0,6 %     |
| Logements vacants                                | 697            | 6,3 %     | 546            | 5,7 %     |
| Dont :                                           |                |           |                |           |
| → maisons                                        | 2 050          | 18,6 %    | 2 012          | 21,0 %    |
| → appartements                                   | 8 549          | 77,5 %    | 7 302          | 76,3 %    |

Cités HLM
Arcueil, avec environ 38 % de son parc locatif en HLM, possède un nombre important de cités HLM caractérisées pour la plupart par un faible nombre de niveaux (sept étages au plus). Ces cités HLM servent également de points de repère dans la ville. Elles sont même davantage utilisées que les quartiers pour indiquer la localisation d'un lieu.
- La cité du Chaperon-Vert.
- La résidence de la Vache-Noire (quartier concerné par un projet de renouvellement urbain signé avec l'ANRU).
- La résidence de l'Église.
- La cité-jardin (voir ci-dessous).
- La résidence des Irlandais
- La résidence Auguste-Delaune
- La résidence Paul-Vaillant-Couturier
- La résidence Cherchefeuille.
- La résidence Clément-Ader
- La résidence Raspail
- La résidence Émile-Zola
- La résidence de la Maison des Gardes
- La résidence Lénine
- La résidence du Clos des Guises
- La résidence Antoine-Marin
- La Cité paysagère

### Voies de communication et transports
Routes :

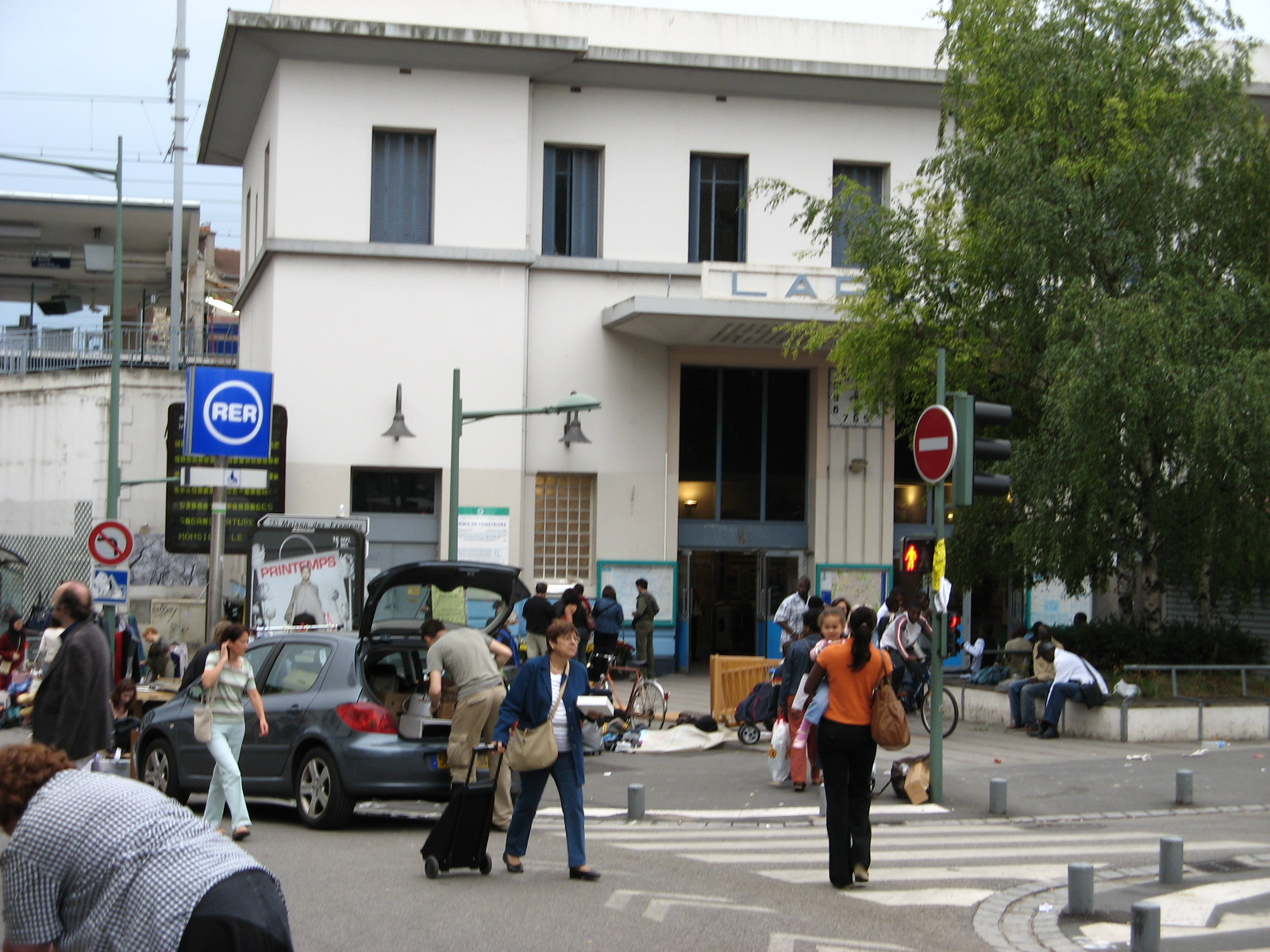
La gare RER Laplace, à Arcueil.

Arcueil est desservie par les voies routières suivantes :
- A6a (traversant)
- A6b (sortie 2, carrefour des 4-Chemins)
- D 920 (ex-RN 20)
- D 61

Vélo :
Deux pistes cyclables principales traversent Arcueil, passant devant l'hôtel de ville:
- l'une longeant la coulée verte Bièvre-Lilas, le long de la RD161[17];
- l'autre de La Vache-Noire vers Ivry, en passant par Le Kremlin-Bicêtre.

RER : 
Arcueil est desservie par la ligne B du RER : 
- la gare de Laplace ;
- la gare d'Arcueil - Cachan, qui est située sur le territoire de la commune de Cachan à la limite sud d'Arcueil.

Métro :
Arcueil est desservie par la ligne 4 du métro de Paris : la station  Barbara, située sur les communes voisines de Montrouge et de Bagneux à la limite ouest d'Arcueil.
Bus :
La commune d'Arcueil est desservie par de nombreuses lignes du réseau de bus RATP avec deux lignes du réseau de bus Valouette en complément. La nuit, deux lignes Noctilien assurent la desserte.
Projets :
- Ligne 15 du métro de Paris : la station de métro Arcueil - Cachan, qui sera située sur la commune de Cachan à la lisière sud d'Arcueil, en correspondance avec la gare RER.

## Toponymie

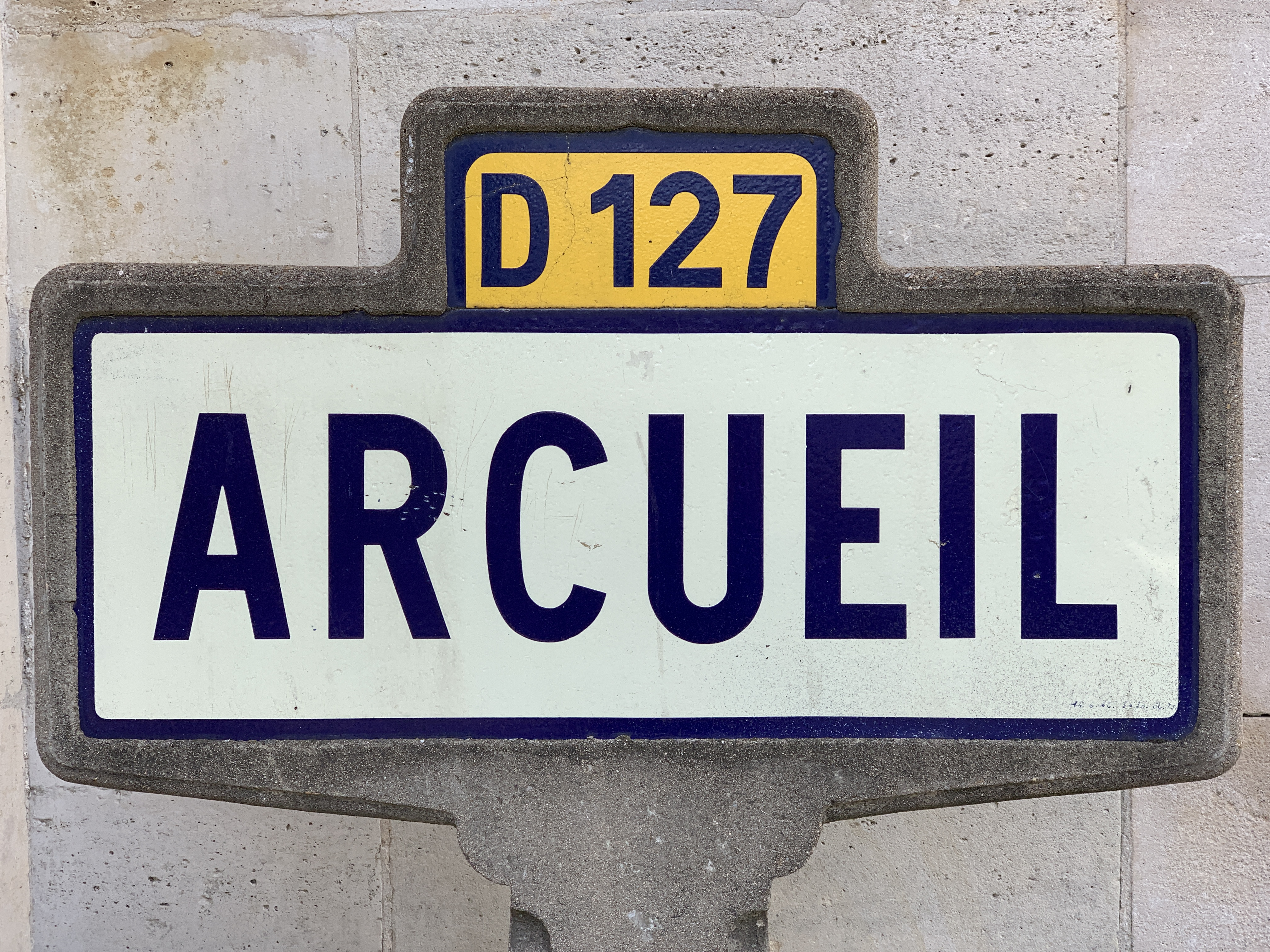
Panneau à l'entrée de la commune.

Les formes anciennes de la localité sont : 
- en latin in pago Arcolei v.1073[18], molendini apud Arcoilum v. 1110[18], molendinum de Arcoilo 1119[18], in villis de Arcolio, Archoilus 1119[19], Arcoilo 1136[19], Arcoilus 1142[19], ad villam de Arcolio 1283[20], territoriis de Arcolio 1309[20], dans une ode du poète Donat ad fontem Arculi 1586[21].
- en français, en la ville d'Arcuel 1265[22], Arcueil 1757[23].

L'étymologie d'Arcueil est issue d'un mot gallo-romain composé du latin arcus « arche » + suff. gaulois -ialo « village, domaine », d'où « le domaine des arches », en rapport avec l'aqueduc encore visible sur les plans de 1757, Aqueduc Cachan.
En 1894, le lieu-dit Cachan de la commune d'Arcueil avait pris une telle importance que son nom fut rattaché à celui d'Arcueil, la commune s'appelant désormais Arcueil-Cachan. Vingt-huit ans plus tard, en 1922, Cachan devint une commune indépendante et Arcueil reprit son nom d'origine.

## Histoire

### Origines
Les traces les plus anciennes d'occupation humaine remontent à la préhistoire et se situent sur les plateaux d'Arcueil. Plusieurs sites sont identifiés au titre des sites archéologiques avec des vestiges néolithiques et gallo-romains.
Au IIe siècle est édifié l'aqueduc de Lutèce, d'une longueur de 16 kilomètres pour amener l'eau puisée à Rungis et à Wissous jusqu'aux thermes de Cluny (Lutèce), sur le site de l'actuel musée de Cluny. Le pont-aqueduc traverse la Bièvre en son point le plus étroit, d'une longueur estimée de 330 mètres. L’ensemble aurait comporté une alternance stable de 33 piles pour 23 arcades, dont il ne reste aujourd'hui que quatre piles en partie conservée en réemploi.

### Epoque moderne
L'aqueduc est reconstruit au XVIIe siècle.
Sous l'Ancien Régime, le village était rattachée à la paroisse de Gentilly, tout comme le hameau de Cachan dont les histoires se sont entrecroisées.
Arcueil fut une localité appréciée comme lieu de promenade et de villégiature, notamment par Ronsard. En 1768, le marquis de Sade y avait loué une maison où il y avait emmené une jeune femme sans fortune qu'il soumit à ses fantasmes.
La construction par Thomas Francine, de 1613 à 1624, de l'aqueducs d'Arcueil et de Cachan, souvent appelé aqueduc Médicis, en l'honneur de sa commanditaire, sur le tracé de l'ancien aqueduc romain, donne de l'importance au village. L'ouvrage a quatre cents mètres de long et vingt quatre mètres d'élévation au maximum. La Bièvre coule sous deux des arcades. Puis on assiste à l'aménagement de la place de l'église (à l'emplacement de l'ancien cimetière) et à la construction des premiers lotissements.

### Epoque contemporaine
Au départ, Cachan est un hameau d'Arcueil, qui manifeste les premières velléités de sécession dès 1903, en raison d'une inégalité de la répartition des travaux d'intérêt général et des équipements publics. À la suite de différends entre Arcueillais et Cachanais, la loi du 26 décembre 1922 crée la commune distincte de Cachan.

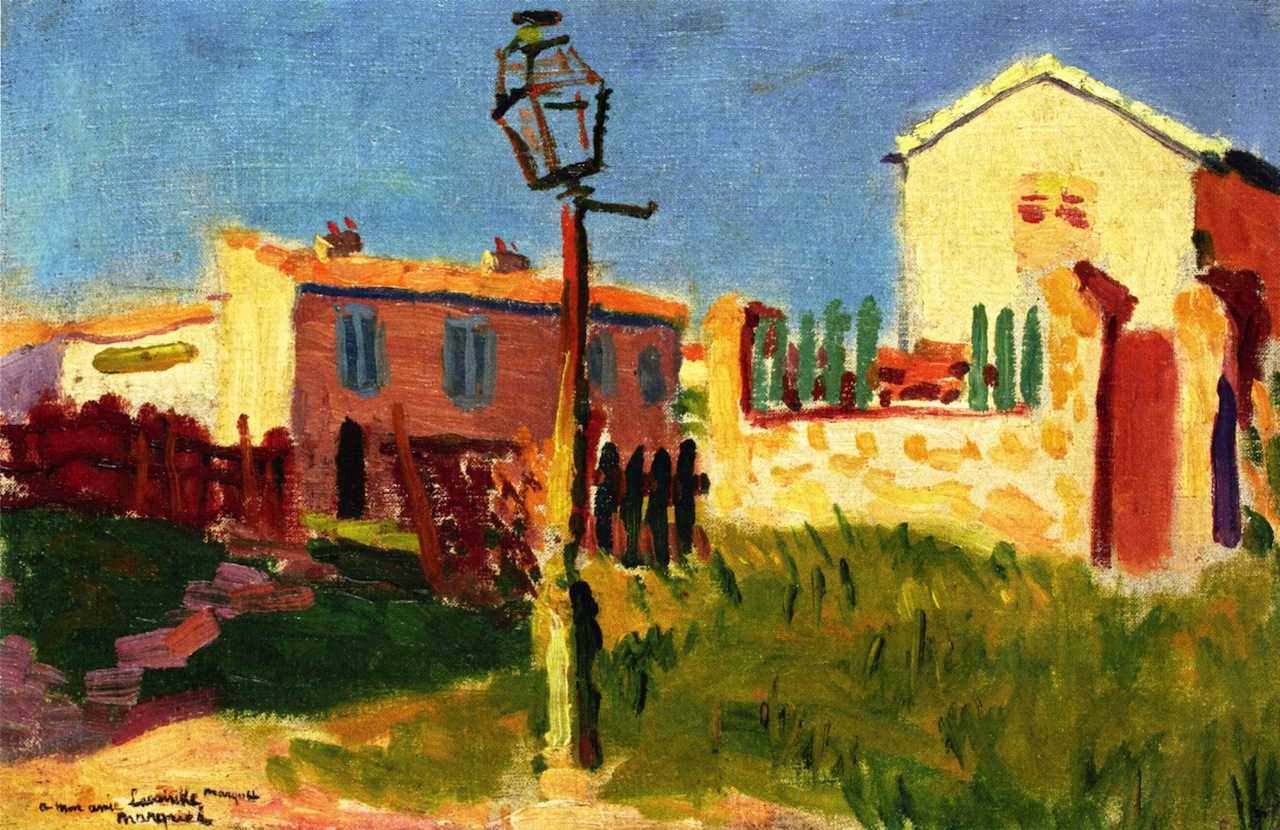
Le Réverbère à Arcueil par le peintre Albert Marquet (1898-1899), huile sur toile,, coll. privée).

Au début du XXe siècle, la Société des avions Hanriot était située  au 1, route d'Orléans à Arcueil. L’usine, devenue très importante, a été nationalisée en 1936 et absorbée par la Société nationale des constructions aéronautiques du Centre au 167 rue de Silly à Billancourt. L'usine ferme le 24 août 1940,
Les maires Émile Raspail et, plus récemment, Marius Sidobre et Marcel Trigon ont marqué la ville.

## Politique et administration

### Rattachements administratifs et électoraux
Jusqu’à la loi du 10 juillet 1964, la commune faisait partie du département de la Seine. Le redécoupage des anciens départements de la Seine et de Seine-et-Oise fait que la commune appartient désormais à l'arrondissement de L'Haÿ-les-Roses du Val-de-Marne à la suite d'un transfert administratif effectif le 1er janvier 1968.

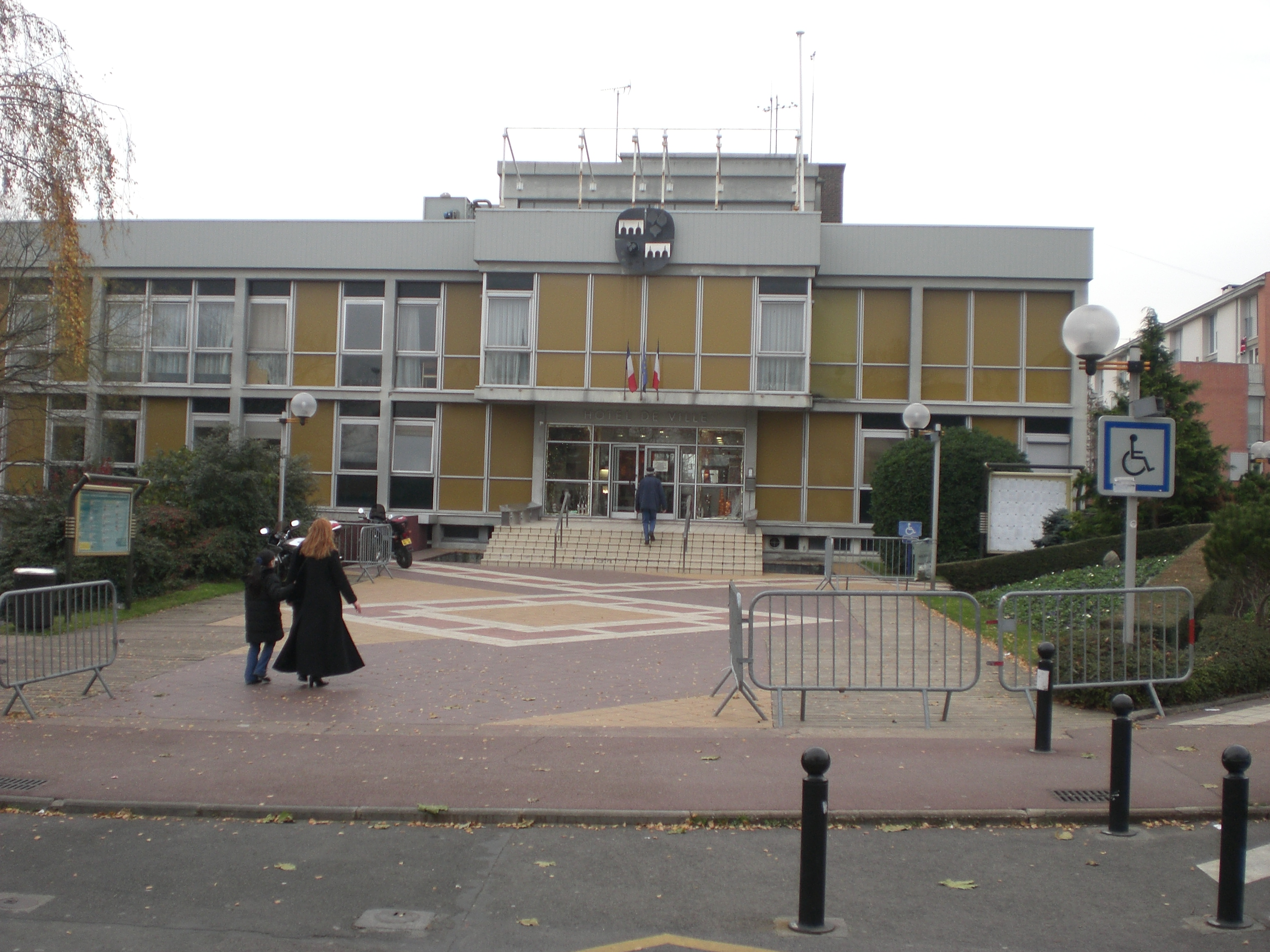
L'hôtel de ville.

Pour l'élection des députés, elle fait partie  avec Gentilly Ouest, Villejuif et Cachan de la onzième circonscription du Val-de-Marne.
Elle faisait partie depuis 1801 du canton de Villejuif. À la suite de la création du département du Val-de-Marne, elle a été rattachée en 1967 au canton de Cachan, puis, en 1972, est devenue le chef-lieu du canton d'Arcueil. Dans le cadre du redécoupage cantonal de 2014 en France, la commune fait partie à nouveau du canton de Cachan.

### Intercommunalité
La ville était membre fondateur de la communauté d'agglomération de Val de Bièvre (CAVB), créée en 2000.
Dans le cadre de la mise en œuvre de la volonté gouvernementale de favoriser le développement du centre de l'agglomération parisienne comme pôle mondial est créée, le 1er janvier 2016, la métropole du Grand Paris (MGP), dont la commune est membre.
La loi portant nouvelle organisation territoriale de la République du 7 août 2015 prévoit également la création de nouvelles structures administratives regroupant les communes membres de la métropole, constituées d'ensembles de plus de 300 000 habitants, et dotées de nombreuses compétences, les établissements publics territoriaux (EPT).
La commune a donc également été intégrée le 1er janvier 2016 à l'établissement public territorial Grand-Orly Seine Bièvre, qui succède notamment à la CAVB.

### Tendances politiques et résultats
Pour les échéances électorales de 2007, Arcueil a fait partie des 82 communes de plus de 3 500 habitants ayant utilisé les machines à voter.
Lors du premier tour des élections municipales de 2014 dans le Val-de-Marne, la liste menée par le maire sortant Daniel Breuiller (EELV) remporte le scrutin avec 61,8 % des suffrages exprimés, contre celle de Dominique Jacquin (MoDem), 17,3 % ; celle de Denis Truffaut (FN), 15,8 % ; celle de Robert Larcher (LO), 3 %  et celle de  Nicole Florence (POI), 2 %.
Lors du second tour des élections municipales de 2020 dans le Val-de-Marne, la liste EÉLV-PS-PCF-G.s-PP-GE  menée par le maire sortant Christian Métairie — qui avait succédé en 2016 à Daniel Breuiller , démissionnaire — remporte la majorité absolue des suffrages exprimés, avec 2 265 voix (51,16 %, 27 conseillers municipaux élus, dont 1 conseiller métropolitain), devançant de 103 voix celle menée par Benoît Joseph Onambele (LREM) — liste qui fusionnait les listes du 1er tour menées par Karim Baouz (LFI) et par Clotilde Galhié-Louise  (LR-SL) — qui a obtenu 2 162 voix (48,83 %, 8 conseillers municipaux élus), lors d'un scrutin marqué par la pandémie de Covid-19 en France où 63,08 % des électeurs se sont abstenus,.

### Liste des maires
| Période       | Période                       | Identité           | Étiquette     | Qualité |
| ------------- | ----------------------------- | ------------------ | ------------- | --- |
| octobre 1944  | avril 1964                    | Marius Sidobre     | PCF           | Ouvrier mécanicien Décédé en fonction |
| juin 1964     | avril 1997,                   | Marcel Trigon      | PCF puis CAP  | Employé de banque, maire honoraire Conseiller général d'Arcueil (1985 → 2004) Démissionnaire                                                                                             |
| mai 1997      | décembre 2016                 | Daniel Breuiller   | CAP puis EELV | Fonctionnaire Conseiller général d'Arcueil (2004 → 2015) Conseiller départemental de Cachan (2015 → 2015) Vice-président de la Métropole du Grand Paris (2016 → 2020) Démissionnaire     |
| décembre 2016 | En cours (au 18 octobre 2022) | Christian Métairie | EELV → LÉ     | Professeur d'informatique à l'Université Paris-Sud Conseiller départemental de Cachan (2016 → 2021) Vice-président du conseil départemental (2016 → 2021) Réélu pour le mandat 2020-2026 |

### Instances militaires
La ville héberge le Centre géographique interarmées (CGI) ainsi qu'une compagnie et l'état-major de gendarmerie de l'armement, le commandement de la gendarmerie de l'outre-mer, 3 des offices centraux de police judiciaire commandés par la gendarmerie nationale ainsi que des services de la délégation générale de l'armement (DGA) et du secrétariat pour l'adminsitration (SGA).

### Jumelages
- Kecskemét (Hongrie) depuis 1976.
- Arcueil a signé des accords de partenariat : en 2000 avec la ville d'Hébron (Palestine) et en 2006 avec Athlone (Afrique du Sud)[48].

| Ville | Ville     | Pays | Pays      |
| ----- | --------- | ---- | --------- |
|       | Kecskemét |      | Hongrie   |
|       | Skalica   |      | Slovaquie |

## Population et société

### Démographie

#### Évolution démographique
L'évolution du nombre d'habitants est connue à travers les recensements de la population effectués dans la commune depuis 1793. Pour les communes de plus de 10 000 habitants les recensements ont lieu chaque année à la suite d'une enquête par sondage auprès d'un échantillon d'adresses représentant 8 % de leurs logements, contrairement aux autres communes qui ont un recensement réel tous les cinq ans,.

En 2022, la commune comptait 21 868 habitants, en évolution de +1,4 % par rapport à 2016 (Val-de-Marne : +3 %, France hors Mayotte : +2,11 %).
| 1793  | 1800  | 1806  | 1821  | 1831  | 1836  | 1841  | 1846  | 1851  |
| ----- | ----- | ----- | ----- | ----- | ----- | ----- | ----- | ----- |
| 1 338 | 1 168 | 1 200 | 1 439 | 1 809 | 1 746 | 1 734 | 2 701 | 3 071 |

| 1856  | 1861  | 1866  | 1872  | 1876  | 1881  | 1886  | 1891  | 1896  |
| ----- | ----- | ----- | ----- | ----- | ----- | ----- | ----- | ----- |
| 2 957 | 4 078 | 5 024 | 5 258 | 5 299 | 6 067 | 6 465 | 6 088 | 7 064 |

| 1901  | 1906  | 1911   | 1921   | 1926   | 1931   | 1936   | 1946   | 1954   |
| ----- | ----- | ------ | ------ | ------ | ------ | ------ | ------ | ------ |
| 8 425 | 9 237 | 11 319 | 14 966 | 12 559 | 16 200 | 16 590 | 16 340 | 18 067 |

| 1962   | 1968   | 1975   | 1982   | 1990   | 1999   | 2006   | 2011   | 2016   |
| ------ | ------ | ------ | ------ | ------ | ------ | ------ | ------ | ------ |
| 20 224 | 21 877 | 20 330 | 20 064 | 20 334 | 18 061 | 19 129 | 20 100 | 21 567 |

| 2021   | 2022   | - | - | - | - | - | - | - |
| ------ | ------ | - | - | - | - | - | - | - |
| 21 557 | 21 868 | - | - | - | - | - | - | - |

#### Pyramide des âges
La population de la commune est relativement jeune.
En 2020, le taux de personnes d'un âge inférieur à 30 ans s'élève à 40,9 %, soit au-dessus de la moyenne départementale (39,4 %). À l'inverse, le taux de personnes d'âge supérieur à 60 ans est de 18,4 % la même année, alors qu'il est de 20,2 % au niveau départemental.
En 2020, la commune comptait 10 583 hommes pour 11 257 femmes, soit un taux de 51,54 % de femmes, légèrement inférieur au taux départemental (51,85 %).
Les pyramides des âges de la commune et du département s'établissent comme suit.
| Hommes | Classe d’âge | Femmes |
| ------ | ------------ | ------ |
| 0,4    | 90 ou +      | 1,1    |
| 4,3    | 75-89 ans    | 6,6    |
| 11,3   | 60-74 ans    | 13,1   |
| 20     | 45-59 ans    | 19,4   |
| 20,5   | 30-44 ans    | 21,5   |
| 24     | 15-29 ans    | 21,8   |
| 19,5   | 0-14 ans     | 16,5   |

| Hommes | Classe d’âge | Femmes |
| ------ | ------------ | ------ |
| 0,5    | 90 ou +      | 1,4    |
| 5,1    | 75-89 ans    | 7,2    |
| 12,6   | 60-74 ans    | 13,6   |
| 19,4   | 45-59 ans    | 19     |
| 21,1   | 30-44 ans    | 21,1   |
| 20,9   | 15-29 ans    | 19,5   |
| 20,3   | 0-14 ans     | 18,2   |

### Enseignement

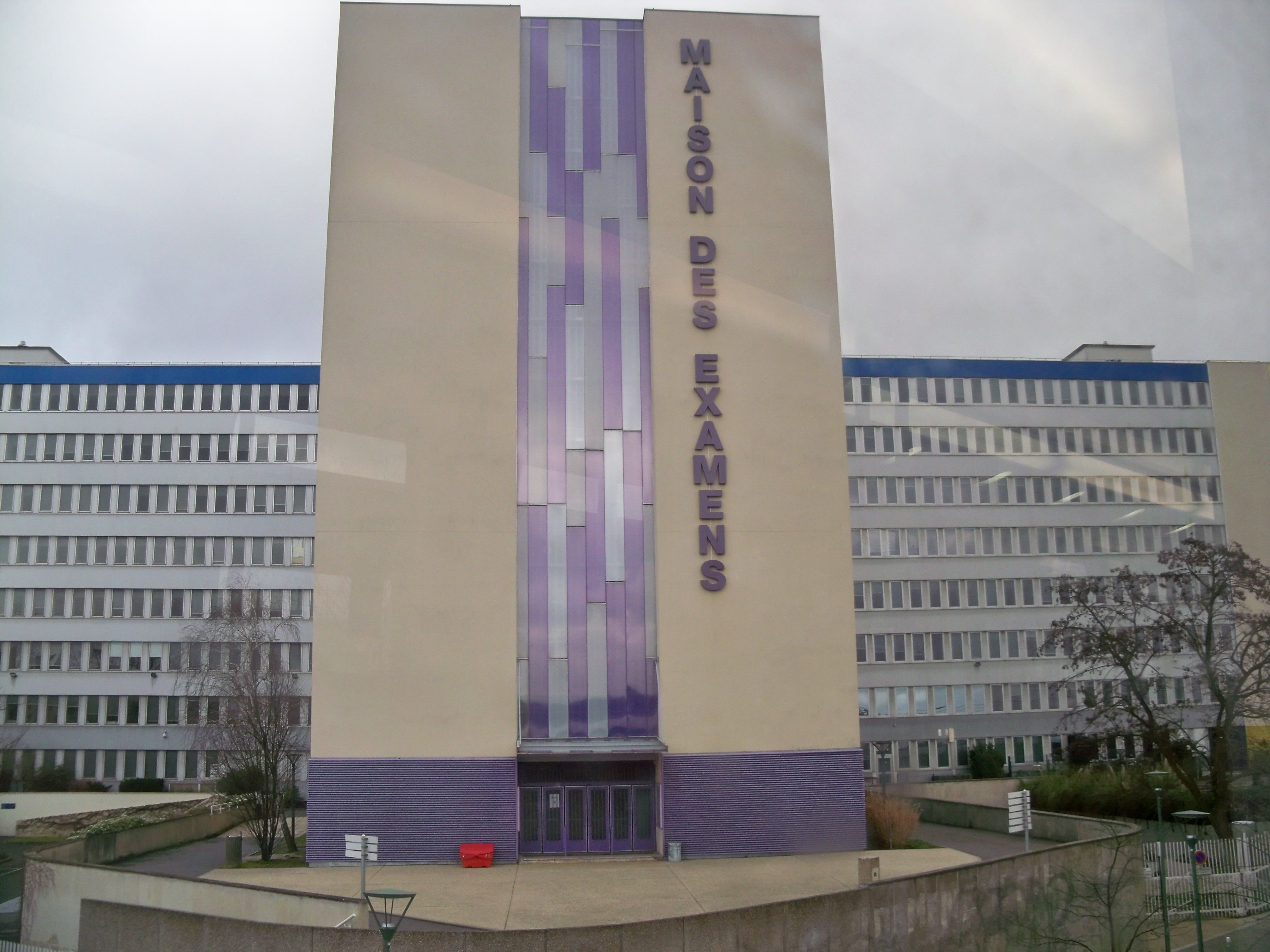
La Maison des Examens.

Arcueil est située dans l'académie de Créteil. Elle accueille le Service interacadémique des examens et concours ou Maison des examens.

#### Petite enfance
La ville administre un relais d'assistantes maternelles et deux crèches Marie-Claude-Vaillant-Couturier et Paul-Eluard. Le département administre les deux crèches Berthollet et Trubert.

#### Établissements scolaires
La ville administre six écoles maternelles (Louise-Michel, Henri-Barbusse, Jules-Ferry, Pauline-Kergomard, Danièle-Casanova et Olympe-de-Gouges) et cinq écoles élémentaires communales (Henri-Barbusse, Jules-Ferry, Aimé-Césaire, Jean-Macé et Olympe-de-Gouges). Deux des établissements ont ouvert en 2021 : en mars pour Olympe-de-Gouges (remplaçant Joliot-Curie) et en novembre pour Aimé-Césaire (remplaçant Laplace).
Le département gère le collège Dulcie-September, né de la fusion des deux établissements d'Arcueil, les collèges Évariste-Galois et Jean-Jaurès. La première pierre en a été posée le samedi 26 septembre 1992 par des élus du conseil général du Val-de-Marne et le maire d'Arcueil. Il a été inauguré en avril 1994.

#### Enseignement supérieur
- Lycée intercommunal Darius-Milhaud (en).
- CESI
- Centre des hautes études de la construction (CHEC)

### Sports
- Le Vélo Club d'Arcueil-Cachan est un club français de cyclisme fondé en 1904.

### Équipements culturels

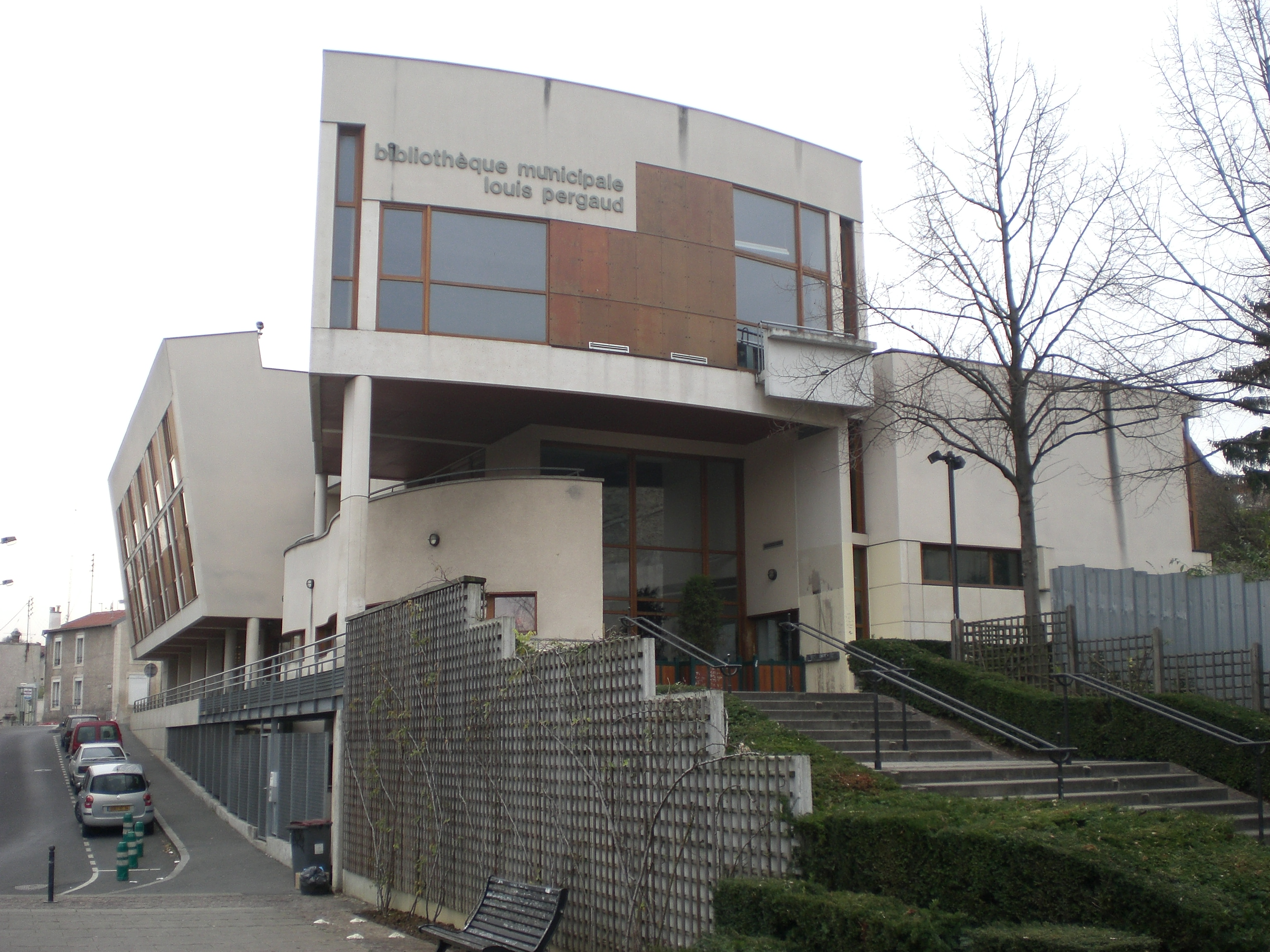
Médiathèque Louis-Pergaud.

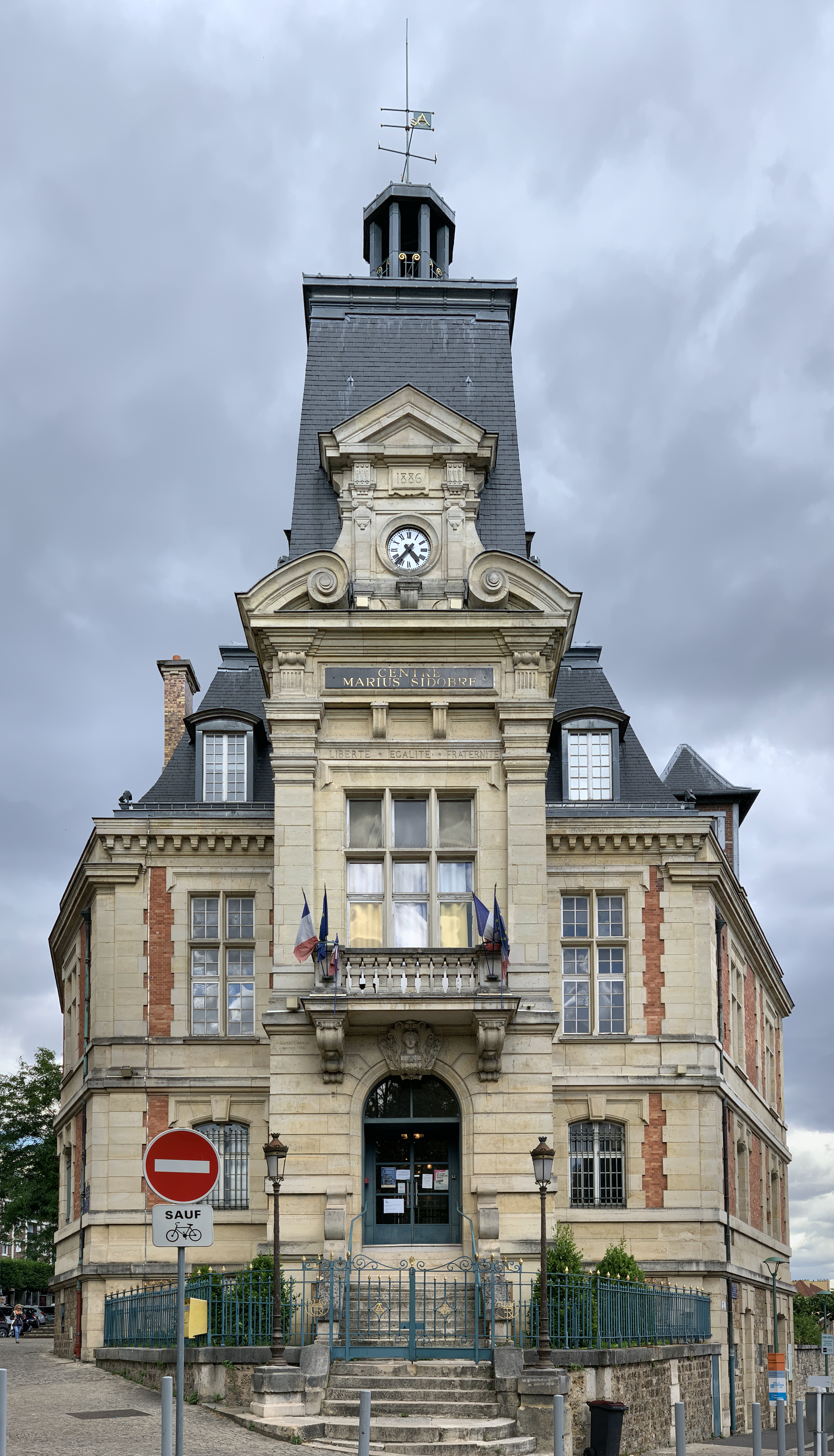
Centre culturel Marius Sidobre, ancienne mairie.

- La friche culturelle « Anis Gras - Le lieu de l'autre »
- Oto radio, webradio installée à Anis Gras : radio de proximité sur la banlieue sud de Paris
- Le conservatoire de musique (maison des gardes)
- L'espace Jean-Vilar (cinéma, théâtre, concerts et autres spectacles)
- « Mégarama », complexe cinématographique de six salles[55].
- La médiathèque Louis-Pergaud (architecte : Jean Christophe Tougeron)[56]
- La galerie municipale Julio-González (expositions d'art moderne et contemporain)[57]
- La friche artistique « Le Bahut » avec trois compagnies professionnelles en résidence :
  - le théâtre de la Nuit,
  - le théâtre de l'Épopée,
  - la compagnie Falaises et Plateaux.
- L'usine, une ancienne usine louée par divers artistes afin d'en faire un lieu de travail, de rencontres et de création artistique[58],[59]

## Économie

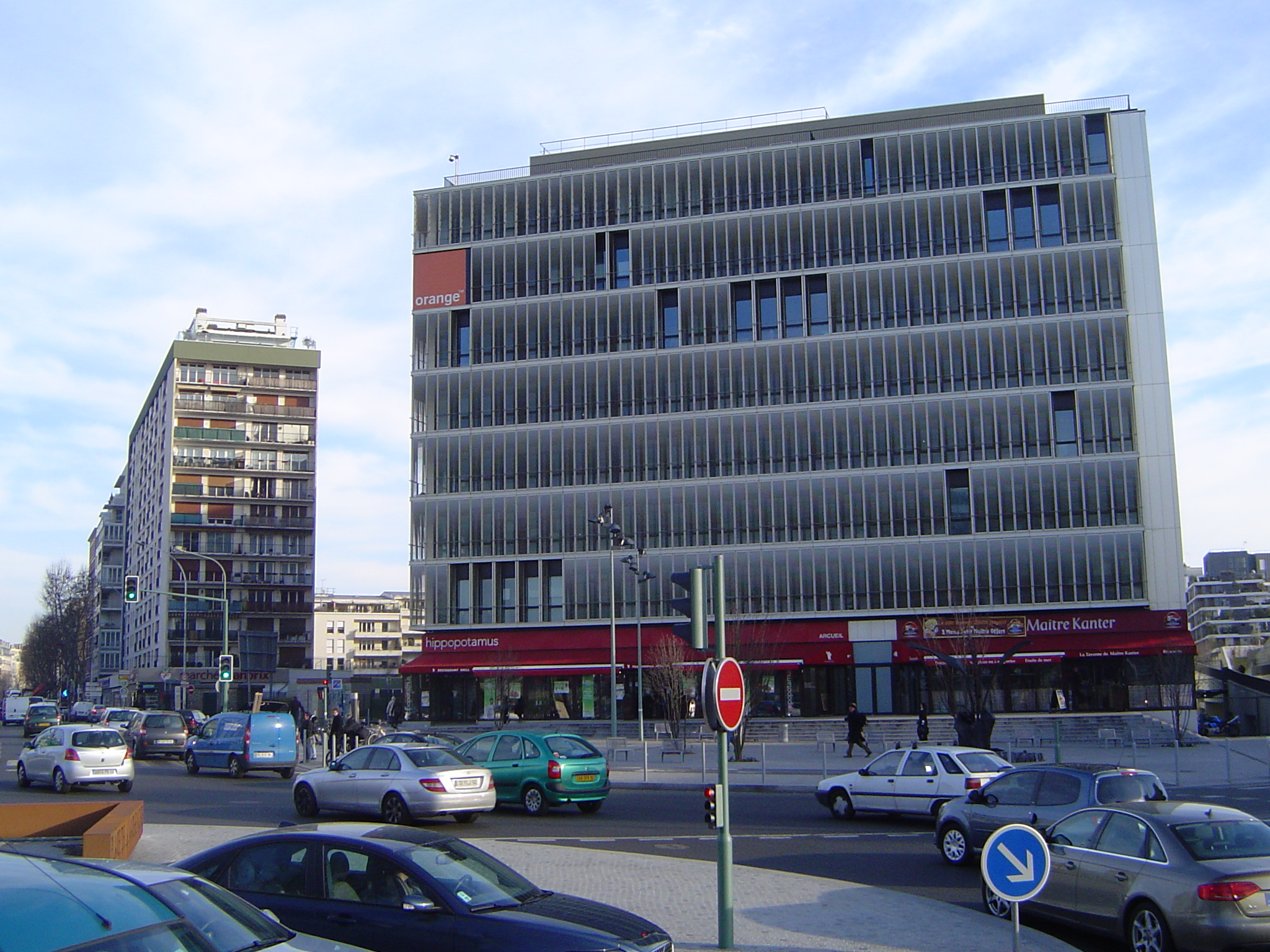
Les bureaux d'Orange.

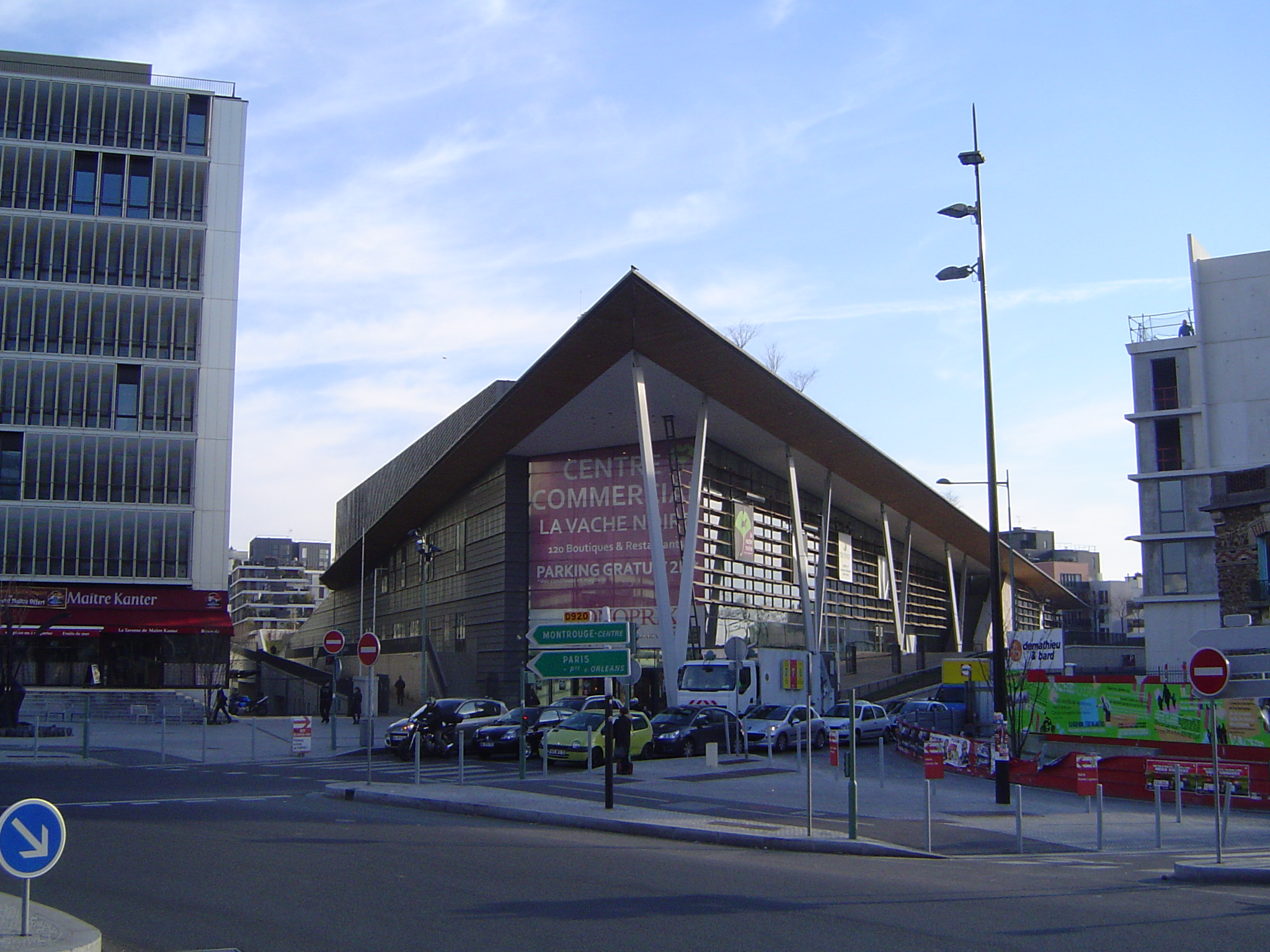
Le centre commercial de la Vache-Noire.

### Revenus de la population et fiscalité
En 2020, le nombre de ménages fiscaux était de 9 152 pour un total de 20 387 personnes dans les ménages. La part de ces ménages imposés était de 59%.
La médiane du revenu disponible par unité de consommation était de 23 160€. Elle était supérieure à la médiane française (22 320€) mais inférieure à la médiane régionale de l'Île-de-France (24 490€) et à celle du département du Val-de-Marne (23 540€).
En 2020, le taux de pauvreté à Arcueil était de 18%, supérieur à la moyenne française (14,9%) et régionale (15,5%) mais inférieur à la moyenne départementale (16,6%).

### Emploi
En 2020, le nombre total d'actifs sur la commune d'Arcueil était de 14 994, se répartissant dans les divers secteurs économiques comme suit : 
|                   | Agriculture | Industrie | Commerce, transport, services divers | Administration publique, enseignement, santé, action sociale |
| ----------------- | ----------- | --------- | ------------------------------------ | ------------------------------------------------------------ |
| Arcueil           | 0 %         | 2,1 %     | 71,4 %                               | 22 %                                                         |
| Moyenne nationale | 2,9 %       | 11,8 %    | 47,3 %                               | 32 %                                                         |

Le taux de chômage était de 9,1 % en 2020, en baisse par rapport à 2014 (10,4 %) et 2009 (9,7 %). Il était plus faible que la moyenne française (9,5 %) et proche de la moyenne régionale (9 %) et départementale (9,2 %).
Arcueil possède un tissu économique dynamique et une diversité d'entreprises (présence de grandes entreprises et d’un réseau de PME très important).

### Entreprises et commerces
Arcueil possède un centre commercial, Forum 20, de taille modeste pour la région parisienne, situé sur la D 920 (anciennement RN 20), avec pour locomotive un hypermarché Carrefour (à sa création Mammouth, puis jusqu'en 2024 Cora).
Au carrefour de La Vache-Noire situé également sur la D 920, a été réalisé l'un des plus importants projets d'aménagement en Île-de-France des années 2000.
L'opération a été confiée à la société d'économie mixte dédiée à l'aménagement et au développement du Val-de-Marne (SADEV94) ; elle comprend deux zones d'aménagement concerté : la « ZAC de la Vache Noire » et la « ZAC des Portes d’Arcueil ». Un centre commercial qui a la particularité de ne pas contenir d'hypermarché et qui fait partie des cinq plus grands centres commerciaux du Val-de-Marne a été ouvert au public le 7 septembre 2007.
La commune possède également un fort tissu de commerces de proximité situés autour de deux pôles : l'avenue Laplace et le centre historique.
Le mouleur d'art Michel Lorenzi installe son atelier à Arcueil en 1974.
Malgré la taille modeste de la ville, un nombre important de grandes entreprises sont implantées à Arcueil :
- Orange, depuis la mi-2006, avec environ 3 600 collaborateurs, est le premier employeur d'Arcueil. La première implantation d'Orange, ou plutôt à l'époque des PTT, date des années 1970 avec la direction des ateliers et des approvisionnements. Après le transfert de cette direction à Eysines, près de Bordeaux, les bâtiments de l'avenue Lénine accueillent les services d'Orange France dépendant des directions techniques réseau. C'est donc une première implantation bien antérieure à celle d'Orange Village ;
- la Caisse des dépôts et consignations ;
- la CNP ;
- EDF ;
- la DGA ;
- les Laboratoires Innothera ;
- Spie SCGPM ;
- SGS.

## Culture locale et patrimoine
Arcueil, malgré sa taille modeste, a un patrimoine architectural et environnemental assez riche.

### Lieux et monuments

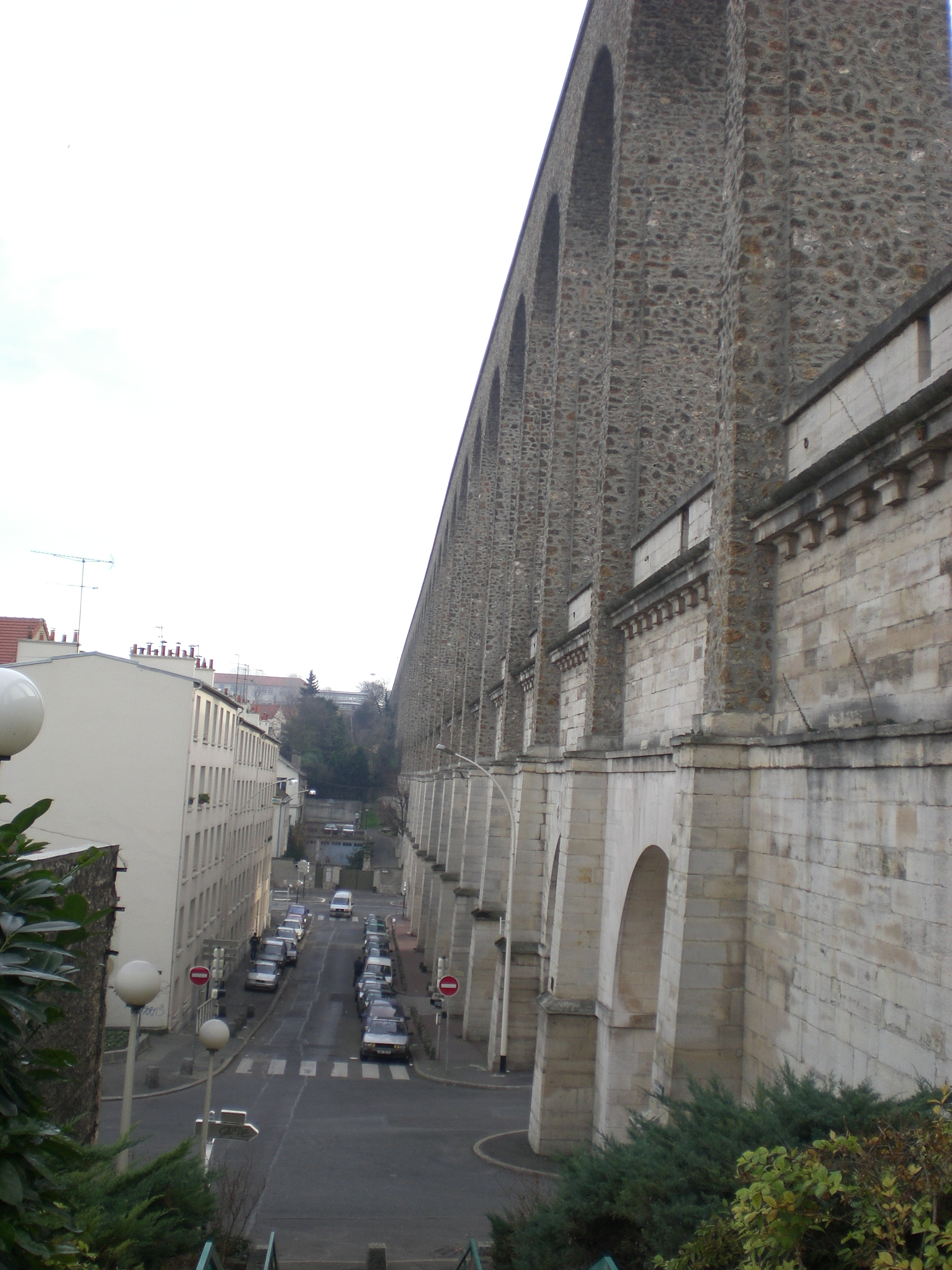
Aqueducs Médicis et Belgrand.

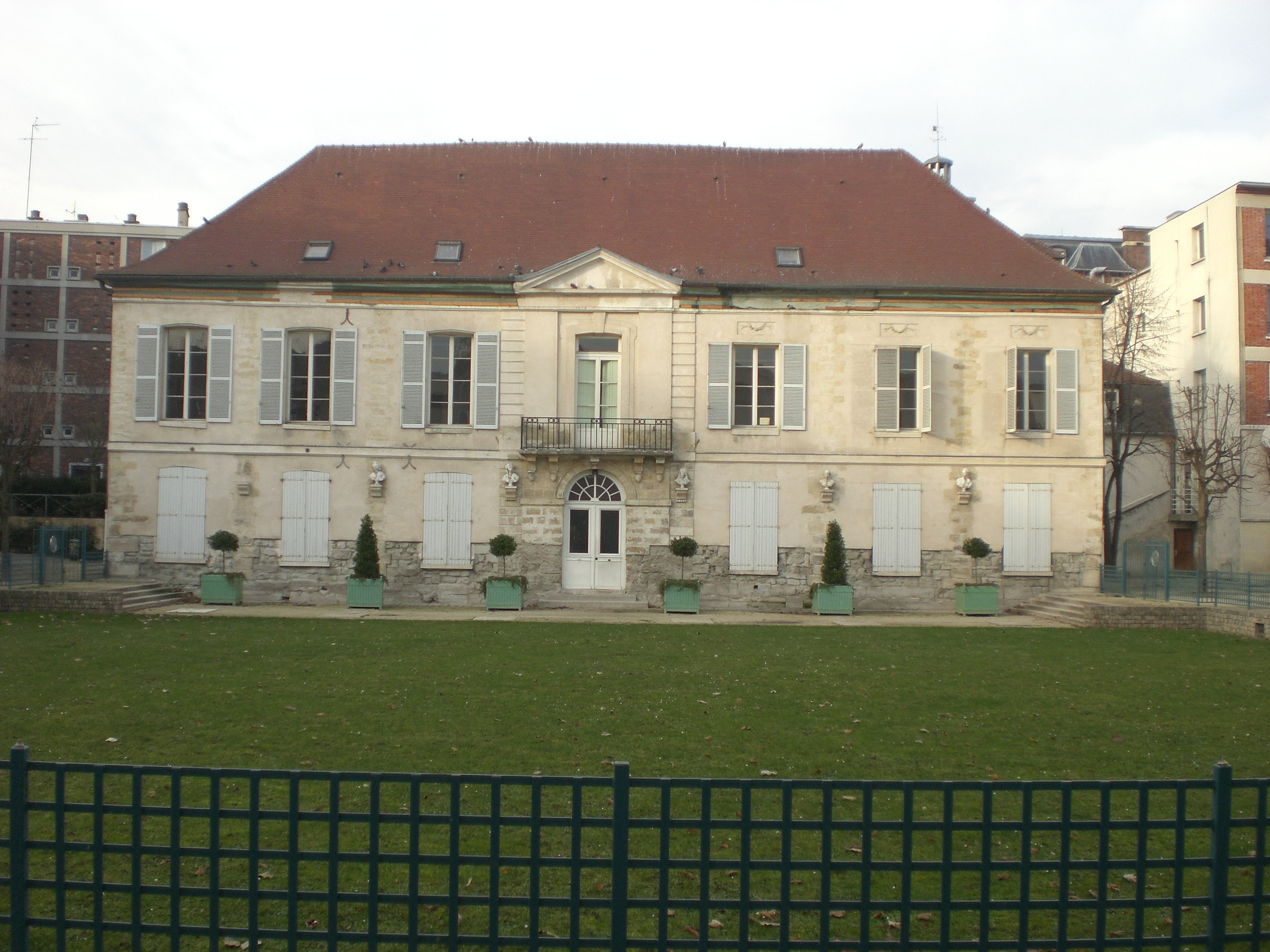
Maison des Gardes.

- Aqueducs d'Arcueil et de Cachan : Les aqueducs aqueduc de Lutèce et « aqueduc Médicis » (premier quart du XVIIe siècle[69]) et l'aqueduc « Belgrand » (XIXe siècle), séparant Arcueil de Cachan, au sud de la ville. 
Ils sont illuminés la nuit depuis 2009[70].
- L'église Saint-Denys (à partir du début du XIIIe siècle), classée à l'inventaire des monuments historiques en 1908[71].
- La maison des Gardes, construction du Moyen Âge[72], inscrite à l'inventaire des monuments historiques en 1929[73].
Autrefois nommée « petit château », elle est le seul vestige du domaine du  Anne-Marie-Joseph de Lorraine, dit prince de Guise, dans lequel, en 1613, la veuve d’André Hurault de Maisse reçut le roi Louis XIII. 
L'actuelle maison des Gardes était vraisemblablement destinée à l'intendant du domaine. Elle abrite aujourd'hui le conservatoire municipal de musique et l'école de dessin.
- La maison dite « à colonnes ».
- Le nymphée du parc Paul-Vaillant-Couturier : construit dans la deuxième moitié du XVIIe siècle, il est situé sur l'ancien domaine du Château de Guise. Deux escaliers encadrent l'entrée d'une grotte fermée par une grille[74].
- L'orangerie, située au sein de la friche industrielle « Anis Gras », inscrite à l'inventaire des monuments historiques en 2000[75].
- L'ancienne mairie, construite en 1886[76], devenue le centre Marius-Sidobre.
- La chapelle de l'Immaculée Conception, construite par l'architecte Auguste Perret en 1930, inscrite à l'inventaire des monuments historiques en 1993[77].
- Le fort de Montrouge construit en 1843[78], site militaire abritant la Gendarmerie nationale (commandement de la gendarmerie d'Outre-Mer CGOM - L'inspection technique de la Gendarmerie - ainsi que trois des offices centraux de police judiciaire confiés à la Gendarmerie) et la direction générale de l'Armement (DGA).

- La cité-jardin de l'Aqueduc (1921-1923[79]) : elle fait partie de la quinzaine de cités-jardins construites par l'Office HBM de la Seine alors dirigée par Henri Sellier. Elle est constituée de 228 logements sous la forme de pavillons regroupés de 2 à 6 construits par l'architecte Maurice Payret-Dortail. Le projet comporte alors par ailleurs un groupe scolaire, une coopérative d'alimentation et un stade. Il subsiste encore 43 pavillons d'origine.

- Le parc Paul-Vaillant-Couturier.
- La Fonderie Susse était située au 7, avenue Jeanne-d'Arc à Arcueil depuis 1925 et était alors considéré comme la plus ancienne fonderie d'art de France[80],[81]. En janvier 2013, elle a déménagé à Malakoff.
- Atelier de moulage d'art Lorenzi, 60, avenue Laplace. Cet atelier est créé à la fin des années 1930 et est un des plus anciennes entreprises de moulage statuaire en France[82].
- Le laboratoire de Marie Curie[83] : le site est construit dans les années 1930 par l'Université de Paris pour que Marie Curie puisse y réaliser ses expériences. Différentes études seront par la suite menées jusqu'en 1978, date à laquelle, le site, radioactif, est abandonné. Surveillé depuis lors, la décontamination du site démarre en 1992 et est encore en cours[83],[84].

### Personnalités liées à la commune

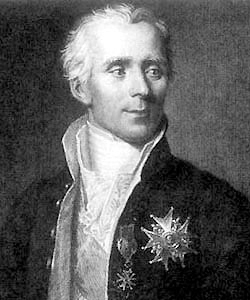
Pierre Simon, marquis de Laplace, mathématicien, astronome et physicien.

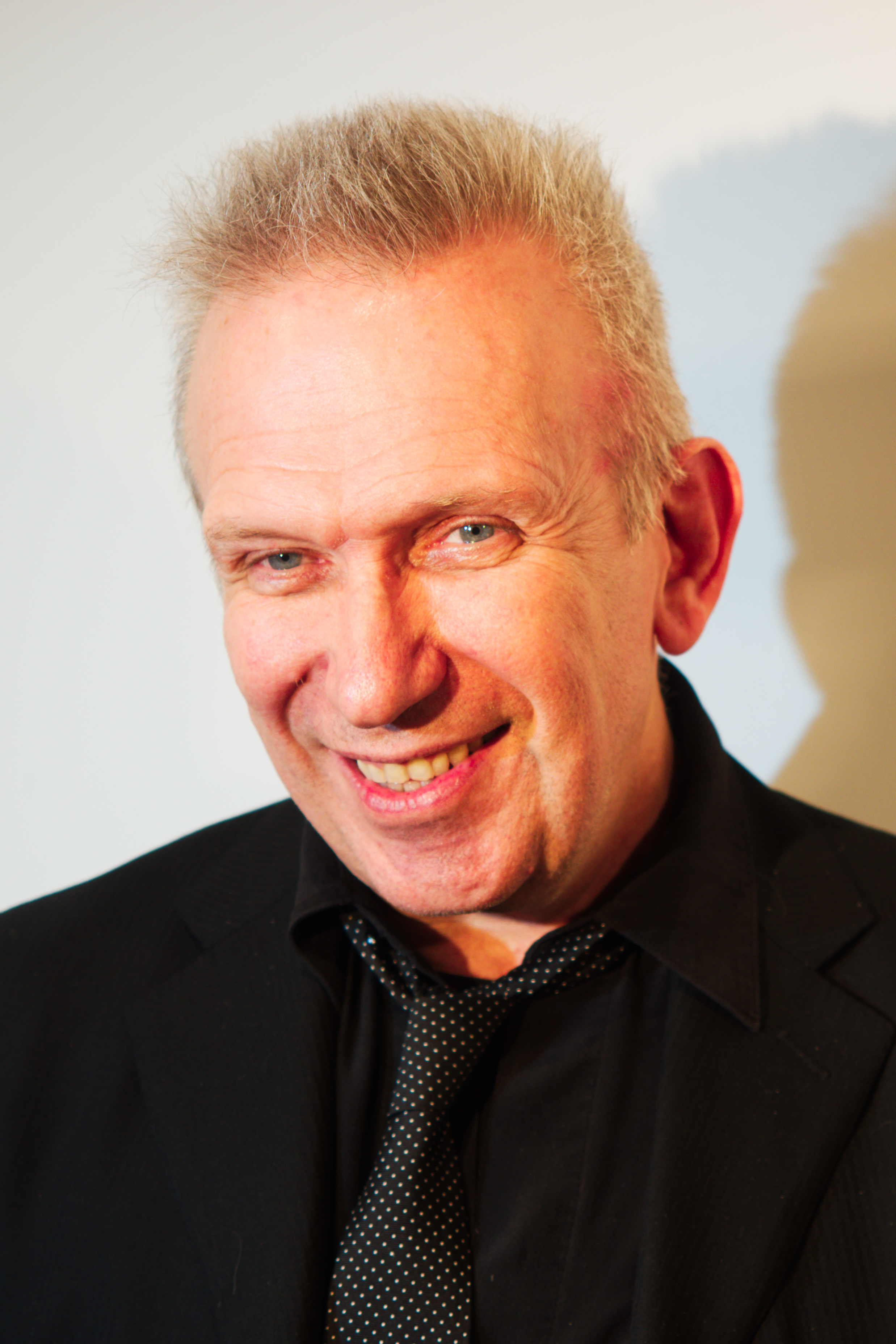
Jean-Paul Gaultier, styliste et créateur de mode.

- Pierre de Ronsard (1524-1585) écrit le poème Les bacchanales ou le folastrissime voyage d’Hercueil pres Paris.
- Jean-Antoine de Baïf (1532-1589), membre de la Pléiade[72]. A écrit le poème La Nymphe de la Bièvre consacré à la vallée de la Bièvre et à Arcueil.
- Anne-Marie-Joseph de Lorraine et Marie-Louise Chrétienne Jeannin de Castille se sont mariés à Arcueil le 2 juillet 1705.
- Le marquis de Sade (1740-1814). 
L'affaire Rose Keller, premier scandale public du marquis, se déroule dans sa petite maison d'Arcueil[85]. Il y entraîne une jeune veuve, Rose Keller, réduite à la mendicité, pour la fouetter jusqu’au sang et la contraindre, le dimanche de Pâques, à des pratiques blasphématoires. L’imaginaire collectif multiplie les détails qui viennent pimenter la relation des faits. La rue et les salons s’émeuvent (voir en note[86] la lettre de Madame du Deffand à Horace Walpole le 12 avril 1768). 
Sa famille se mobilise pour le soustraire à la justice commune et le placer sous la juridiction royale. Il est incarcéré au château de Saumur, puis à celui de Pierre Encise. La plaignante reçoit de l’argent. L’affaire est jugée au Parlement en juin et le roi fait libérer le coupable en novembre, mais lui enjoint de se retirer dans ses terres.
- Claude-Louis Berthollet (1748-1822), chimiste, maire d'Arcueil.
- Pierre-Simon de Laplace (1749-1827), mathématicien, astronome et physicien.
- François-Vincent Raspail (1794-1878), chimiste, médecin et homme politique.
- Émile Raspail (1831-1887), industriel et homme politique, maire d'Arcueil.
- Le père Henri Didon (1840-1900)[72].
 Dominicain, il dirigea le collège Albert-le-Grand de 1890 à 1900[87]. Créateur à Arcueil de la devise « Citius, Altius, Fortius » – « Plus vite, plus haut, plus fort » – pour le club sportif scolaire de son lycée. Son ami Pierre de Coubertin la reprit, avec son autorisation, pour qu'elle devienne la devise olympique.
- Henri Rousseau (1844-1910) dit le douanier Rousseau, peintre naïf ; il travailla comme douanier à la maison des gardes, actuellement le conservatoire d'Arcueil.
- Les savants Pierre (1859-1906) et Marie Curie (1867-1934), puis Frédéric Joliot-Curie (1900-1958), fondateurs de l'Institut du radium.
- Raymond Carré de Malberg, juriste alsacien, étudie au Collège d'Arcueil, puis à Stanislas[88].
- Hippolyte Lefèbvre, (1863-1935), sculpteur, graveur, médailleur, décédé dans la commune en novembre 1935.
- Erik Satie (1866-1925), musicien qui résidait dans la « maison aux 4 cheminées[89] », fondateur de l'École d'Arcueil, enterré au cimetière d'Arcueil[90].
- Jean Mich (1871-1932), sculpteur.
- Julio González (Barcelone 1876-Arcueil 1942), sculpteur.
- Louis Pergaud (1882-1915), écrivain, il fut instituteur à l'école Laplace. Auteur de La Guerre des boutons.
- André Lagrange (1889-1958), peintre français.
- Adrienne Bolland (1895-1975), aviatrice française.
- Jean Mamy (1902-1949), fusillé le 29 mars 1949 au fort de Montrouge[91] du fait de sa collaboration avec l'occupant allemand. Il fut le dernier fusillé de l'épuration d'après-guerre.
- Hans Hartung (1904-1989) a habité à partir de 1945 dans l'atelier de Julio González[92].
- Victor Vasarely (1906-1997), peintre et plasticien hongrois, naturalisé français en 1961, vit dans la commune où il a son appartement-atelier[93] jusqu'en 1960[94].
- Robert Brasillach (1909-1945), connu pour son activité collaborationniste pendant la Seconde Guerre mondiale, est fusillé le 6 février 1945 au fort de Montrouge, à Arcueil.
- Nono Zammit (1921-2016), acteur français, y est né.
- Claude Viseux (1927-2008), peintre et sculpteur français. Il réside à Arcueil une trentaine d'années avant de s'installer dans le Pays basque. La promenade des aqueducs reliant Arcueil à Paris accueille 18 sculptures de Claude Viseux ; leur implantation débute au carrefour de la Vache noire pour se terminer à Paris près de la Cité universitaire (donation Micheline Viseux, 2016).
- Daniel Frasnay (Paris 1928-2019), photographe, il est l'auteur du livre Art, Arcueil, artistes.
- Antoine Marin (1928-1995), industriel arcueillais[72]. Proche des artistes peintres d'Arcueil, il créa l'entreprise homonyme à Arcueil. De nos jours, le prix portant son nom est remis chaque année, de 1997 à 2022, à de jeunes plasticiens par un jury d'artistes arcueillais.
- Bernard Rancillac (1931-2021), artiste plasticien, artiste-peintre et sculpteur, installe au début des années 1980 son nouvel atelier dans la commune.
- Guy Poussy (1933-2024), homme politique français, y est né.
- Herman Braun-Vega (1933-2019), peintre péruvien, vit et travaille à Arcueil à partir de 2000.
- José Gamarra (1934-), peintre uruguayen. Il s'installe à Arcueil en 1963.
- Antonio Seguí (1934-2022), peintre argentin, a vécu et travaillé dans l'ancienne demeure de François-Vincent Raspail[95].
- Dulcie September (1935-1988), ex-dirigeante du Congrès national africain. Assassinée à Paris le 29 mars 1988, son nom a été donné au collège d'Arcueil.
- Michel Winock (1937-), historien, il a raconté son enfance à Arcueil dans Jeanne et les siens (2003).
- Bernard Fixot (1943-), éditeur, a grandi à Arcueil.
- Jean-Pierre Pincemin (1944-2005), peintre, graveur et sculpteur français, mort à Arcueil.
- Jean-Paul Gaultier (1952-), styliste et grand couturier français, a grandi à Arcueil.
- Jean Teulé (1953-2022), romancier, a grandi à Arcueil.
- Jean-Pierre Jouffroy (1933-2018), peintre, a vécu et travaillé à Arcueil.

### Arcueil dans les arts
Le pont-aqueduc d'Arcueil-Cachan apparaît dans le film Aux rêveurs tous les atouts dans votre jeu réalisé en 2011 par Mehdi Benallal et projeté au festival du Cinéma du réel la même année. À cette occasion, la critique Charlotte Garson écrit : « Sous l’aqueduc d’Arcueil, les nuages glissent, le soir tombe. Séparés par des plans fixes sur cet élément urbain majestueux à quelques encablures d’une porte de Paris, quatre récits de rêves découpent un monde parallèle. »

### Héraldique, logotype et devise
| Blason d'Arcueil | Les armes d'Arcueil se blasonnent ainsi : Écartelé : au premier et au quatrième d'azur à l'aqueduc de trois arches d'argent maçonné de sable sur une terrasse de sinople, au deuxième d'azur aux trois fleurs de lys d'or, au troisième d'or aux cinq tourteaux de gueules ordonnés en orle et surmontés d'un plus gros tourteau d'azur chargé de trois fleurs de lys d'or. |